# Brendan Halligan
Brendan Halligan (* 5. Juli 1936 in Dublin; † 9. August 2020 in Dublin) war ein irischer Politiker und Wirtschaftswissenschaftler.

## Leben
Halligan wuchs im Stadtgebiet von Rialto im Südosten der Dubliner Innenstadt auf. Er studierte zunächst am Dublin Institute of Technology und arbeitete als Chemielaborant beim staatlichen Verkehrsunternehmen CIÉ. Ab 1959 studierte er dann Rechts- und Wirtschaftswissenschaften am University College Dublin. Dort erhielt er 1964 einen Masterabschluss in Wirtschaftswissenschaften. Bis 1967 arbeitete er dann bei der Irish Sugar Company (heute: Greencore).

## Politik
1967 wurde Halligan Generalsekretär der Irish Labour Party und blieb dies bis 1980. Als 1973 die Mehrheitsverhältnisse eine Koalition von Irish Labour und Fine Gael in die Regierungsverantwortung hoben, wurde er vom Taoiseach für den Seanad Éireann ernannt. Durch Nachwahlen im Wahlkreis Dublin South West erlangte er 1976 einen Sitz im Dáil Éireann. Bei den nachfolgenden Wahlen 1977 im Wahlkreis Dublin Finglas, 1981 und im November 1982 im Wahlkreis Dublin North West war er nicht erfolgreich. Im Februar 1982 war er nicht angetreten. 
1983 rückte er für den zurückgetretenen Frank Cluskey, nachdem dieser irischer Handelsminister geworden war, in das Europäische Parlament nach. 1980 wurde er Hochschullehrer an der University of Limerick. Später wurde er Vorsitzender der Europäischen Bewegung in Irland. 1989 gründete er das Institute of International and European Affairs als politischen Thinktank. Von 2007 bis 2014 engagierte er sich für erneuerbare Energien. 2010 wurde Halligan der Ehrendoktor des University College Dublin verliehen. 2016 erhielt er den Ritterorden der französischen Ehrenlegion (Chevalier de Légion d’Honneur).

## Privates
Brendan Halligan hatte mit seiner Frau Margie drei Kinder. Er starb 2020 nach langer Krankheit.